# Haplopappus pinnatifidus
Haplopappus pinnatifidus là một loài thực vật có hoa trong họ Cúc. Loài này được Nutt. mô tả khoa học đầu tiên.